# Meczup
Meczup är debutalbumet från den turkiska sångaren Can Bonomo. Det släpptes i januari 2011 och är producerat av Can Saban. Albumet innehåller elva låtar som Bonomo själv har skrivit.

## Låtlista
1. Bana Bir Saz Verin - 4:07
2. Balon - 3:07
3. Opium - 3:13
4. Hep Bi' Derdi Olur - 3:50
5. Ayıl - 4:07
6. Sebebi Var - 3:54
7. Şaşkın - 2:59
8. Ben Yağmurum - 2:46
9. Süper - 4:47
10. Meczup - 3:48
11. Daha Sıcak Daha Dumanlı - 5:13